# Dubbing
Dubbing ( genoptagelse og mixing ) er en efterproduktionsproces, der bruges i filmproduktion og videoproduktion, ofte i samspil med lyddesign, hvor yderligere eller supplerende optagelser ( doubles ) læbe-synkroniseres og "mixes" med den originale produktionslyd til skabe det færdige lydspor.